# Gabriel Popescu
Gabriel Popescu (ur. 23 grudnia 1973 w Krajowej), piłkarz rumuński grający na pozycji ofensywnego pomocnika.

## Kariera klubowa
Popescu urodził się w mieście Krajowa. Karierę piłkarską rozpoczął w klubie Electroputere Craiova. 12 września 1992 zadebiutował w jego barwach w pierwszej lidze w przegranym 0:2 wyjazdowym spotkaniu z Rapidem Bukareszt. W Electroputere grał do końca 1994 roku, a na początku 1995 przeszedł do lokalnego rywala, Universitatei Craiova. W tym samym roku wywalczył z nią wicemistrzostwo Rumunii, a rok później zajął 4. pozycję w lidze. W zespole tym grał do końca rundy jesiennej sezonu 1997/1998.
Na początku 1998 roku Popescu wyjechał do Hiszpanii. Jego pierwszym klubem w tym kraju była UD Salamanca. W niej swój pierwszy mecz zaliczył 31 stycznia, a Salamanca przegrała 0:1 w Bilbao z tamtejszym Athletic. Pomógł zespołowi w utrzymaniu zdobywając 5 goli, a już latem przeszedł do silniejszej Valencii. W jej barwach zadebiutował 29 sierpnia w wygranym 1:0 meczu z Atlético Madryt. Z Valencią zajął 4. miejsce w La Liga, a następnie na pół roku przeniósł się do Numancii.
W 2000 roku Gabriel wrócił do Rumunii. Wywalczył mistrzostwo Rumunii z zespołem Dinama Bukareszt, a już pół roku później był piłkarzem Universitatei. W 2001 roku przeszedł do Naționalu Bukareszt, z którym w 2002 roku wywalczył wicemistrzostwo kraju. Po sezonie wyjechał do Korei Południowej i podpisał kontrakt z zespołem Suwon Samsung Bluewings. Przez 2,5 roku był podstawowym zawodnikiem klubu. Dwukrotnie zajął 3. miejsce w lidze, a w 2004 roku wywalczył mistrzostwo kraju. Końcowe lata kariery to gra w Naționalu oraz japońskim JEF United Ichihara Chiba. W 2005 roku zakończył piłkarską karierę.
| Sezon   | Klub                    | Kraj             | Rozgrywki        | Mecze | Bramki |
| ------- | ----------------------- | ---------------- | ---------------- | ----- | ------ |
| 1992/93 | Electroputere Craiova   | Rumunia          | Divizia A        | 16    | 0      |
| 1993/94 | Electroputere Craiova   | Rumunia          | Divizia A        | 33    | 0      |
| 1994/95 | Electroputere Craiova   | Rumunia          | Divizia A        | 16    | 0      |
| 1994/95 | Universitatea Craiova   | Rumunia          | Divizia A        | 15    | 1      |
| 1995/96 | Universitatea Craiova   | Rumunia          | Divizia A        | 30    | 2      |
| 1996/97 | Universitatea Craiova   | Rumunia          | Divizia A        | 29    | 7      |
| 1997/98 | Universitatea Craiova   | Rumunia          | Divizia A        | 19    | 5      |
| 1997/98 | UD Salamanca            | Hiszpania        | Primera División | 15    | 4      |
| 1998/99 | Valencia CF             | Hiszpania        | Primera División | 25    | 1      |
| 1999/00 | CD Numancia             | Hiszpania        | Primera División | 7     | 1      |
| 1999/00 | FC Dinamo Bukareszt     | Rumunia          | Divizia A        | 9     | 0      |
| 2000/01 | Universitatea Craiova   | Rumunia          | Divizia A        | 8     | 1      |
| 2000/01 | Național Bukareszt      | Rumunia          | Divizia A        | 18    | 1      |
| 2001/02 | Național Bukareszt      | Rumunia          | Divizia A        | 29    | 4      |
| 2002    | Suwon Samsung Bluewings | Korea Południowa | K-League         | 24    | 6      |
| 2003    | Suwon Samsung Bluewings | Korea Południowa | K-League         | 31    | 6      |
| 2004    | Suwon Samsung Bluewings | Korea Południowa | K-League         | 4     | 0      |
| 2004/05 | Național Bukareszt      | Rumunia          | Divizia A        | 11    | 1      |
| 2005    | JEF United Ichihara     | Japonia          | J-League         | 7     | 1      |

## Kariera reprezentacyjna
W reprezentacji Rumunii Popescu zadebiutował 14 sierpnia 1996 roku w wygranym 2:0 meczu z Izraelem. W 1998 roku został powołany przez Anghela Iordănescu do kadry na Mistrzostwa Świata we Francji, gdzie zagrał w trzech meczach swojej drużyny: z Kolumbią (1:0), z Anglią (2:1), oraz w 1/8 finału z Chorwacją (0:1). Spotkanie z Chorwacją było jego ostatnim w reprezentacji. W kadrze narodowej zagrał 14 razy i zdobył jedną bramkę (w 1997 roku w zremisowanym 1:1 sparingu z Hiszpanią).